# Andrzej Żuławski
Andrzej Żuławski AFI [ˈandʐɛj ʐuˈwafskʲi] (Lwów, actual Ucraïna, 22 de novembre de 1940 - Varsòvia, 17 de febrer de 2016) fou un director de cinema, escenògraf de teatre, guionista i escriptor polonès.

## Biografia
Fill del diplomàtic i escriptor Mirosław Żuławski (1913-1995), agregat cultural a París, després ambaixador a la UNESCO durant una part de la seva infantesa i de la seva joventut, fa diversos anys de la seva escolaritat a França. Després d'haver estudiat al IDHEC de 1957 a 1959, Żuławski torna a Polònia per convertir-se en assistent d'Andrzej Wajda (1960-1966). Estudia mentrestant filosofia a la Universitat de Varsòvia i ciències polítiques a la Sorbona. En aquesta època, publica textos sobre el cinema, així com els seus propis poemes. Debuta el 1967 amb un mig metratge per a la televisió, titulat Pieśń triumfującej miłości (El Cant de l'amor triomfant) (pel qual va rebre el diploma d'honor de la Los Angeles Academy of Television Arts and Sciences el 1968), i realitza el 1971 el seu primer llargmetratge Trzecia część nocy (Tercera part de la nit), que s'emporta molts premis internacionals. El realitzador decideix llavors treballar a França després d'haver tingut problemes amb El Diable  (prohibit per la censura polonesa per la violència i la crueltat de certes escenes).
El 1974, coadapta i realitza L'important és estimar, tret de la novel·la de Christopher Frank La nit americana. L'èxit d'aquesta pel·lícula – hom recorda molt particularment els papers de Romy Schneider i de Jacques Dutronc – li permet tornar a Polònia. Durant dos anys, 1976 i 1977, roda una pel·lícula de ciència-ficció adaptada de l'obra del seu besoncle, Jerzy Żuławski, El Globus de diners. El rodatge d'aquesta pel·lícula és aturat per les autoritats poloneses nou dies abans del final. Aquesta pel·lícula no va veure la llum fins a 1987, amb el muntatge final i la fi propera de la censura li van permetre sortir en algunes sales.
Reprenent un guió escrit el 1978, aconsegueix rodar, a Berlín, una coproducció franco-alemanya, La possessió, crisi conjugal entre un agent secret i una dona posseïda per una força estranya. Presentat a Cannes, La possessió li suposa a Isabelle Adjani el Premi d'interpretació femenina.
El rodatge de L'Amour braque (una adaptació lliure de l'Idiota de Dostoievski) és per a Żuławski particularment important: hi coneix Sophie Marceau, que es convertirà en la seva esposa i que dirigeix en Mes nuits sont plus belles que vos jours, segons el best seller de Raphaële Billetdoux, i, més tard en La Fidelitat. A més del cinema, Żuławski treballa igualment per al teatre. Ha estat anomenat cavaller de l'Orde de les arts i de les lletres el 1996.
Estigué casat amb Sophie Marceau, 26 anys més jove que ell. D'aquesta unió nasqué un fill, Vincent, el 24 de juliol de 1995. Andrzej Żuławski i Sophie Marceau es van divorciar el 2001. Żuławski ha consagrat dos llibres a la descripció de la seva ruptura amb l'actriu francesa (O niej i L'Infidélité).

## Filmografia

### Director
Curts
- 1967: Le Chant de l'amour triomphant (TV)
- 1967: Pavoncello (TV)

Llargmetratges
- 1971: Trzecia część nocy
- 1972: Diabeł
- 1975: L'important c'est d'aimer
- 1981: La possessió
- 1984: La Done publique
- 1985: L'Amour braque
- 1987: Na srebrnym globie
- 1989: Mes nuits sont plus belles que vos jours
- 1989: Boris Godounov
- 1991: La Note bleue
- 1996: Szamanka
- 2000: La Fidélité
- 2015: Cosmos (en rodatge)[5]

### Actor
- 1961: Samson
- 1985: Tristesse et beauté
- 2003: Les Liaisons dangereuses de Josée Dayan (sèrie TV)

## Premis i nominacions

### Nominacions
- 1981: Palma d'Or per La possessió
- 1985: César al millor guió adaptat per La femme publique